# Portland (contea di Monroe, Wisconsin)
Portland è un centro abitato (town) degli Stati Uniti d'America situato nella contea di Monroe nello Stato del Wisconsin. La popolazione era di 686 persone al censimento del 2000. La comunità incorporata di Portland si trova nella città.

## Geografia fisica
Secondo lo United States Census Bureau, ha un'area totale di 35,9 miglia quadrate (93,1 km²).

## Società

### Evoluzione demografica
Secondo il censimento del 2000, c'erano 686 persone.

### Etnie e minoranze straniere
Secondo il censimento del 2000, la composizione etnica della città era formata dal 97,67% di bianchi, lo 0,15% di afroamericani, l'1,90% di asiatici, e lo 0,29% di due o più etnie. Ispanici o latinos di qualunque razza erano lo 0,87% della popolazione.